# Esel-Initiative
Die Esel-Initiative, Gemeinnütziger Verein zur Förderung allein erziehender Frauen in entlegenen Weltregionen war ein von 1995 bis 2022 bestehender gemeinnütziger eingetragener Verein mit Sitz in Bonn zur Förderung allein erziehender Frauen in entlegenen Weltregionen. Sie finanzierte Hilfe zur Selbsthilfe in Eritrea und betrieb in Nepal Völkerverständigung im Norden. Kooperationspartner waren die Nationale Eritreische Frauenunion (NUEW - National Union of Eritrean Women) in Eritrea sowie ab 2007 Sahayog Himalaya-Nepal im Himalaja. Der Verein musste 2022 wegen Überalterung des Vorstandes und fehlender Nachfolgender abgewickelt werden.

## Aktivitäten
Die Esel-Initiative vergab die Tiere in Zusammenarbeit mit Sahayog in Nepal sowie vormals mit NUEW in Eritrea.
Die Gründung der Esel-Initiative geschah aus dem Bemühen, die physische Last zu verringern, die dadurch entsteht, dass Frauen im Rahmen ihrer Hausarbeit über viele Kilometer große Mengen Wasser tragen müssen. Die Frauen laufen dadurch Gefahr, ihre Becken- und Hüftmuskulatur zu überlasten. Die NUEW verschenkte junge weibliche Esel an allein erziehende Frauen in ländlichen Regionen, um Mütter und Töchter vom Wasserschleppen zu entlasten und den Müttern die Möglichkeit zur Existenzgründung zu geben. Das ermöglichte den Töchtern den Schulbesuch. Mit ihren Eselinnen sollten die Frauen außerdem selbst Nachzucht ziehen können.
Seit 2005 erhielten außerdem Hebammen in ländlichen Regionen männliche Esel als Reittiere, um Schwangere und Gebärende besser erreichen zu können. Die Hebammen engagierten sich außerdem gegen die weibliche Genitalverstümmelung.
Im Nepal verschenkte Sahayog in erster Linie Esel für den Transport und Kühe zur Milchproduktion – ebenfalls an allein erziehende Mütter in abgelegenen ländlichen Regionen. Die Esel-Initiative förderte ausschließlich Mütter bzw. Großmütter, die ohne Mann für kleine oder „schulpflichtige“ Kinder/Enkel sorgen mussten und „absolut arm“ waren. Die Esel-Initiative und Sahayog legten Wert darauf, dass die geförderten Mütter ihre Kinder zur Schule schickten. Die Tiere boten den Frauen in Nepal auf vielfältige Weise eine wirtschaftliche Grundlage: durch Verarbeitung und Verkauf der Milch und Milchprodukte, durch Verwendung des Dungs zum Gemüseanbau, als Transportmittel für den Wasser- und Holzhandel.
Im Juni 2009 musste das Eritrea-Projekt wegen Schwierigkeiten vor Ort eingestellt werden. Die Aktivitäten des Vereins bezogen sich seitdem auf Nepal.
Der Verein hielt eine Foto-Wanderausstellung vor, die vom Sommer 2002 bis Ende 2008 in zahlreichen Orten in Deutschland gezeigt wurde, sowie erneut den Jahren 2015 und 2017.

## Finanzierung
Die Anschaffung der Tiere wurde durch Spenden finanziert. Ein Teil der Spenden kam durch das Engagement von Kindern und Jugendlichen an Schulen zusammen. Zusätzlich ging das Honorar für zwei von Christmann geschriebene Kinderbücher (Askalu will einen Esel, Askalu und ihr Esel Senait) an die Initiative.
Die Organisation trug das Spendensiegel des DZI. Die 238 Mitglieder trugen sämtliche Kosten für Infomaterialien und Verwaltung.

## Auszeichnung
- 2006: Bundesverdienstkreuz für Gründerin und Vorsitzende Stefanie Christmann für ihr Engagement[13]